# 음력 2월 10일
음력 2월 10일은 음력 2월의 10번째 날이다.

## 문화
- 2004년 -
  - FC 안양 시티즌 발족.
  - SBS, 여의도 사옥에서 마지막 송출.

## 탄생
- 1980년 - 미국의 가수 손호영 (god).
- 1982년 - 대한민국의 배우 하석진.
- 1989년 - 일본의 축구 선수 가가와 신지.
- 1990년 - 대한민국의 가수 초아 (AOA).
- 1992년 - 대한민국의 가수 엘 (인피니트).

## 사망
- 1614년 - 영창대군.

## 같이 보기
- 음력 360일: 1월 2월 3월 4월 5월 6월 7월 8월 9월 10월 11월 12월
- 전날:2월 9일 다음날:2월 11일 - 전달:1월 10일 다음달:3월 10일
- 양력:2월 10일
- 음력, 윤달